# Lånta fjädrar
Lånta fjädrar var ett lustspel som spelades på Kalmar friluftsteater, Krusenstiernska gården, under sommaren 2008.
Pjäsen är en omarbetning av Franz Arnold och Ernst Bachs original Der Keusche Lebemann.
Handlingen är förlagd till Kalmar 1927 i familjen Grossmans hem. Fabrikör Julius och hans hustru Solveig väntar i hemmet på att dottern Betty ska komma med tåget från huvudstaden. Till deras stora förvåning kommer hon i en automobil tillsammans med friaren Greger i släptåg och hon visar sig dessutom vara full av tidens strömningar och moderna idéer om bland annat äktenskapet. Något som går stick i stäv med pappans mer traditionella och förlegade åsikter. Han vill nämligen gifta bort dottern med sin kompanjon Hilding och på så sätt behålla företaget inom familjen. Denne Hilding är en grå, lite trist och aningen överårig ungkarl, som plötsligt blir alla kvinnors drömprins när ett rykte börjar cirkulera att han i sin ungdom haft ett förhållande med den berömda filmstjärnan Rita Ray.
SVT visade föreställningen i september samma år.

## Rollista
- Robert Gustafsson – Hilding Hörnberg
- Suzanne Reuter – Solveig Grossman
- Peter Dalle – Julius Grossman
- Ida Stéen – Betty Grossman
- Joakim Gräns – Rehnström
- Hanna Fred Ekman – Rita Ray
- Ewa Roos – Asta
- Richard Forsgren - Greger
- Ida Leden – Signe